# Marianne Vos
Marianne Vos (Wijk en Aalburg, 13 maggio 1987) è una ciclista su strada, pistard, ciclocrossista e mountain biker olandese che corre per il Team Visma-Lease a Bike.
Atleta completa, capace di primeggiare nelle diverse specialità del ciclismo, è considerata una delle migliori cicliste di tutti i tempi. Ai Giochi olimpici ha vinto due medaglie d'oro, nella corsa a punti su pista a Pechino 2008 e nella corsa in linea su strada a Londra 2012, oltre a una medaglia d'argento nella corsa in linea su strada a Parigi 2024. È stata inoltre campionessa del mondo in linea su strada nel 2006, nel 2012 e nel 2013, e argento nei cinque anni tra il 2007 ed il 2011, nonché otto volte campionessa del mondo di ciclocross (nel 2006, dal 2009 al 2014 e nel 2022) e due volte campionessa del mondo su pista (nel 2008 e nel 2011).

## Carriera

### I primi anni e le stagioni da Junior
Riceve la sua primi bicicletta a sei anni, e comincia ad allenarsi con il fratello maggiore Anton, anch'egli ciclista. Inizialmente si allena con la squadra del fratello, in quanto non ha ancora la possibilità di partecipare a gare ufficiali; durante l'inverno successivo inizia ad allenarsi anche nel ciclocross. Ad otto anni ha la possibilità di partecipare alla sua prima corsa. In gioventù pratica anche pattinaggio di velocità e pattinaggio in linea.
Nell'ottobre 2001, all'età di quattordici anni, ottiene il primo successo in una gara open di ciclocross. Nel 2002 diventa campionessa nazionale Juniores sia su strada che nella mountain bike, mentre, nella medesima categoria, si piazza seconda nel campionato nazionale a cronometro dietro a Roxane Knetemann. L'anno dopo difende con successo il titolo nazionale Juniores della mountain bike; ai campionati nazionali a cronometro su strada di categoria chiude invece ancora seconda, questa volta dietro a Maxime Groenewegen. Per quanto concerne l'attività nel ciclocross, nella stagione 2002-2003 si aggiudica nove gare, cogliendo anche alcuni piazzamenti in prove di Coppa del mondo, mentre nella stagione 2003-2004 ottiene tre successi; partecipa anche, tra le Élite, sia ai campionati europei che ai campionati del mondo, classificandosi rispettivamente seconda, alle spalle di Hanka Kupfernagel, e settima.
Nel 2004 è terza nel campionato nazionale Juniores su strada, sia in linea che a cronometro, battuta in entrambe le prove da Ellen van Dijk; per la terza volta consecutiva diventa quindi campionessa nazionale Juniores nella mountain bike. Domina infine la gara Juniores ai campionati del mondo su strada a Verona: all'età di diciassette anni, e al primo anno nella categoria, diventa campionessa iridata battendo l'italiana Marta Bastianelli e la stessa Van Dijk. Nella stagione 2004-2005 di ciclocross coglie quindi due vittorie tra le Élite; partecipa anche ai campionati nazionali di ciclocross, terminando al secondo posto alle spalle di Daphny van den Brand.

### 2005-2006: gli esordi da Élite su strada e il titolo mondiale di cross
Da campionessa mondiale su strada Juniores in carica, nel 2005 Vos conquista il suo primo titolo nazionale di categoria battendo la campionessa in carica Ellen van Dijk; chiude però ancora terza nella gara nazionale a cronometro, dietro alla stessa Van Dijk e a Maxime Groenewegen. Durante l'anno inizia occasionalmente a gareggiare nelle prove su strada della categoria Élite, ottenendo anche un successo, all'Omloop van Borsele, davanti ad Adrie Visser. Ai campionati mondiali Juniores su strada di Salisburgo cerca di difendere il titolo iridato, ma finisce seconda dietro alla danese Mie Bekker Lacota. In stagione vince anche il suo quarto nazionale titolo Juniores nella mountain bike.
Nella stagione 2005-2006 di ciclocross si aggiudica invece sette gare Élite. In ottobre vince il titolo europeo, nel gennaio seguente è seconda al campionato nazionale e quindi medaglia d'oro al campionato del mondo di Zeddam. In quella gara solo Hanka Kupfernagel e Daphny van den Brand sono in grado di tenerle testa: la prova si decide negli ultimi metri, con Vos che supera allo sprint la tedesca aggiudicandosi la medaglia d'oro.

### 2006: l'affermazione tra le Élite e il titolo mondiale su strada

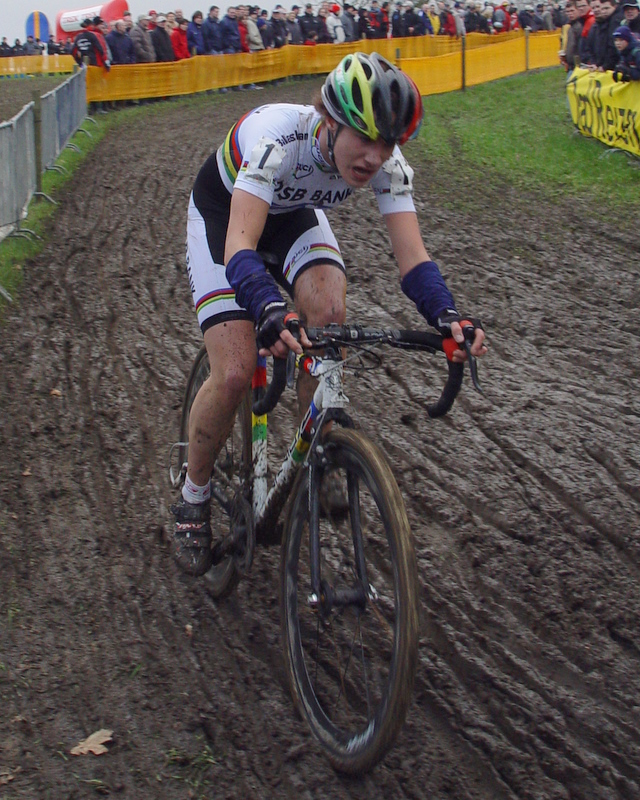
Marianne Vos impegnata nel ciclocross di Hoogerheide 2007

Durante la stagione 2006 delle gare su strada, Vos comincia a vincere con regolarità. Si aggiudica prima una tappa alla Gracia-Orlová in Repubblica Ceca, poi ancora l'Omloop van Borsele, quindi una tappa all'Emakumeen Bira in Spagna e il titolo nazionale Élite (il primo per lei) su strada davanti a Sharon van Essen e Suzanne de Goede. In giugno il NOC*NSF, il comitato olimpico olandese, la insignisce così del premio di "Talento sportivo dell'anno 2006"; Vos precede nella classifica del premio la pentatleta Laurien Hoos e il ginnasta Epke Zonderland. Vince a seguire il titolo europeo su strada Under-23, davanti all'italiana Tatiana Guderzo e due tappe e la classifica generale del Tour en Limousin. In agosto firma un contratto quinquennale con la squadra DSB-Ballast Nedam e poco tempo dopo vince la sua prima gara con la nuova maglia, aggiudicandosi una tappa al Trophée d'Or.
Il 23 settembre 2006 si presenta ai campionati del mondo su strada di Salisburgo per debuttare e gareggiare nella prova in linea Élite. Durante la gara rimane in gruppo nonostante l'attacco della britannica Nicole Cooke; tenta poi lei stessa l'attacco, ma viene ripresa. La gara si risolve in volata: è la stessa Vos, appena diciannovenne, a vincere la maglia iridata, battendo le avversarie in volata. Nel finale di anno solare vince anche la medaglia di bronzo ai campionati europei di ciclocross, preceduta da Daphny van den Brand e Hanka Kupfernagel.

### 2007-2008: il titolo olimpico su pista e gli argenti mondiali
Nel 2007 Vos comincia ad affermarsi nelle principali prove mondiali. In stagione vince la Freccia Vallone e il Rund um die Nürnberger Altstadt, gare di Coppa del mondo, quattro tappe al Tour de l'Aude e una al Giro d'Italia, il suo secondo titolo europeo Under-23 in linea, ancora davanti a Bastianelli; si piazza inoltre terza al Giro delle Fiandre e al Ronde van Drenthe, e seconda al Berner Rundfahrt, ottenendo così la vittoria nella classifica di Coppa del mondo. Conclude la stagione con la medaglia d'argento in linea ai campionati del mondo di Stoccarda, anticipata da Bastianelli ma vincitrice della volata delle battute.

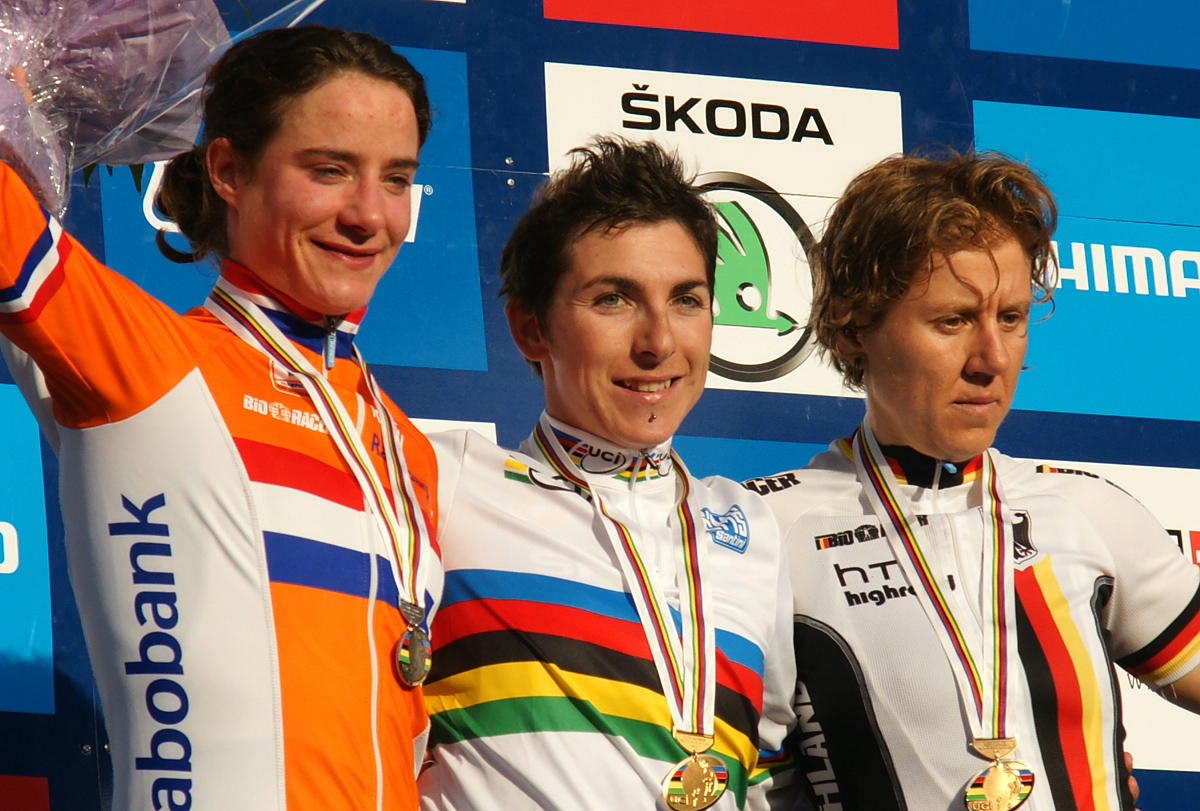
Il podio dei mondiali su strada 2011, con il quinto argento iridato consecutivo per Vos

Apre la stagione 2008 con l'argento iridato di ciclocross a Treviso, e l'oro nella corsa a punti ai campionati del mondo su pista a Manchester. Su strada si piazza invece seconda al Ronde van Drenthe e si conferma vittoriosa alla Freccia Vallone; conquista poi tre tappe e la classifica finale alla Gracia-Orlová, diverse gare nel Salvador, quattro tappe e la classifica finale alla Iurreta-Emakumeen Bira, e il suo secondo titolo nazionale in linea, staccando Mirjam Melchers e tutte le rivali. In agosto partecipa ai suoi primi Giochi olimpici, a Pechino: nella rassegna a cinque cerchi ottiene, nonostante le aspettative di podio, "solo" il sesto posto nella corsa in linea vinta da Nicole Cooke, si rifà però otto giorni dopo vincendo il titolo olimpico nella corsa a punti su pista. Conclude la stagione con la medaglia d'argento in linea ai campionati del mondo su strada di Varese, battuta in volata ristretta proprio da Nicole Cooke.

### 2012-2013: il titolo olimpico su strada e le doppiette mondiale-Coppe del mondo
Nel 2012 vince il suo quinto titolo mondiale di ciclocross a Koksijde; su strada si impone invece al Trofeo Alfredo Binda, al Grand Prix Elsy Jacobs e in ben cinque tappe del Giro d'Italia, vincendo ancora la classifica generale della "Corsa rosa" e la relativa classifica a punti. Il 29 luglio a Londra conquista quindi, da grande favorita, il titolo olimpico nella corsa in linea, superando in una volata ristretta Elizabeth Armitstead e Ol'ga Zabelinskaja; è il secondo oro olimpico per lei dopo quello nella corsa a punti a Pechino 2008. Dopo i Giochi conquista anche il Grand Prix de Plouay, lo Holland Tour e quindi, il 22 settembre sulle strade di Valkenburg, il suo secondo titolo mondiale su strada, a sei anni di distanza dal primo alloro; nell'occasione, sfruttando il percorso vallonato, anticipa tutte le rivali vincendo in solitaria. La stagione la vede prevalere anche nella classifica individuale di Coppa del mondo, e a fine anno viene scelta come "Ciclista internazionale dell'anno" dalla rivista Velo News.

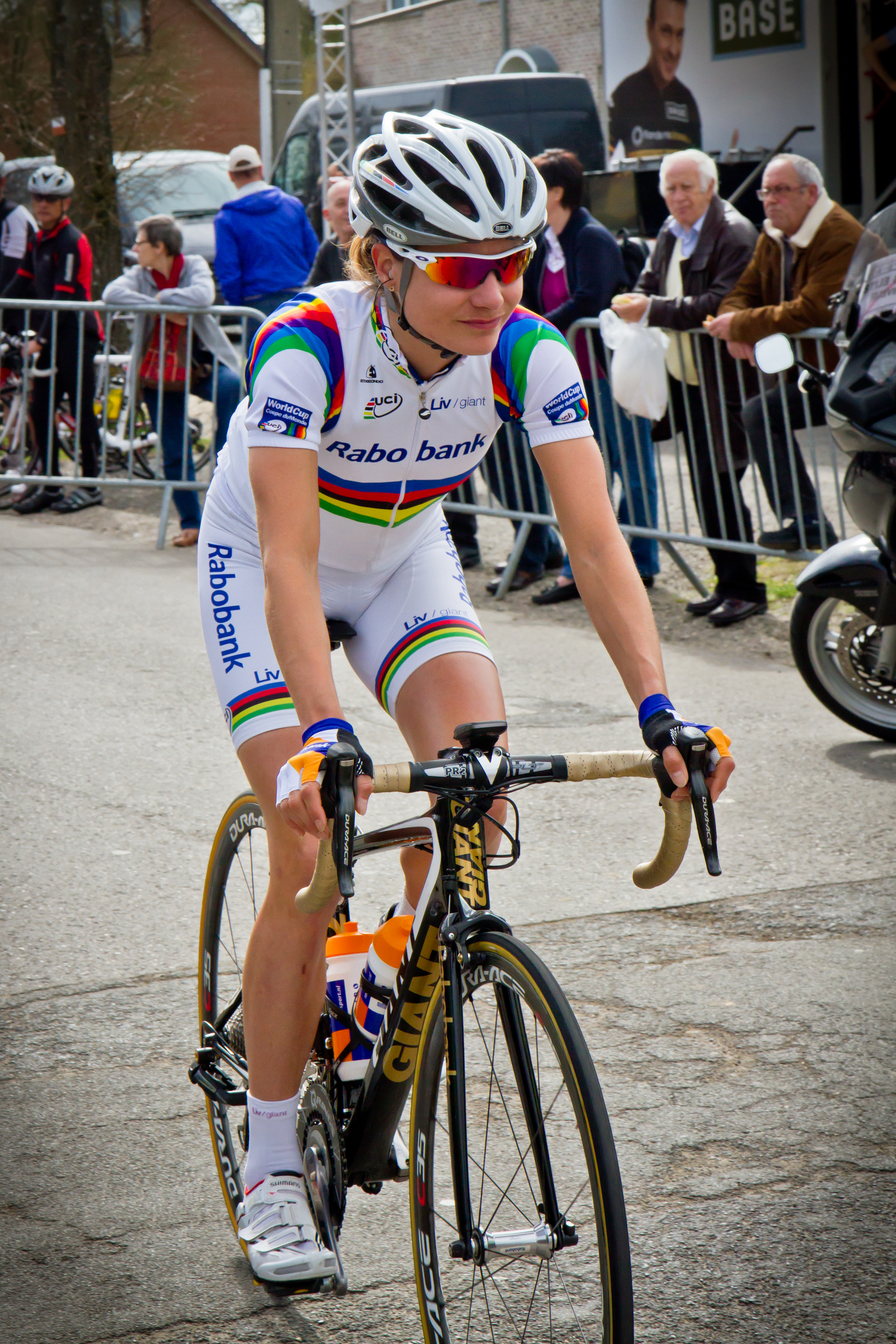
Marianne Vos alla Freccia Vallone 2013

L'anno dopo è ancora protagonista già dall'inverno, con il sesto titolo mondiale di ciclocross (quinto consecutivo) a Louisville, e le vittorie alla Ronde van Drenthe, al Giro delle Fiandre e alla Freccia Vallone. Vince poi anche il Grand Prix Elsy Jacobs, tre tappe e la classifica a punti al Giro d'Italia (in cui conclude però solo sesta), l'Open de Suède Vargarda, tre tappe e la classifica del Trophée d'Or, e il Grand Prix de Plouay. Il suggello all'ottima stagione arriva il 28 settembre, con la vittoria del titolo mondiale a Firenze, il terzo su strada per lei, superando sul traguardo Emma Johansson e Rossella Ratto. Grazie ai cinque successi su sette prove individuali, conquista per la quinta volta anche la Coppa del mondo su strada.

### 2014-2016: il terzo Giro d'Italia, lo stop e il rientro
Nel 2014, dopo aver saltato le classiche di primavera, si piazza seconda al Festival Elsy Jacobs, prima al Women's Tour e in tre corse in linea, seconda all'Emakumeen Euskal Bira e terza sia ai campionati olandesi in linea che a quelli a cronometro, cogliendo in tutto undici successi in diciotto giorni di corsa. Al successivo Giro d'Italia prende la maglia rosa già al secondo giorno, con il successo a Santa Maria a Vico, e consolida il primato con altre tre vittorie parziali; conquista così il suo terzo Giro d'Italia in quattro anni, facendo sua anche, per la sesta volta, la classifica a punti. Dopo il Giro vince la prima edizione della Course by Le Tour de France, gara che si conclude sugli Champs-Élysées poche ore prima della conclusione del Tour de France maschile. Si aggiudica quindi anche lo Sparkassen Giro Bochum e tappe delle corse di fine estate (portando a ventuno il bottino di successi stagionali), mentre ai campionati del mondo di Ponferrada, pur partendo da favorita per il titolo, è solo decima nella volata vinta da Pauline Ferrand-Prévot.

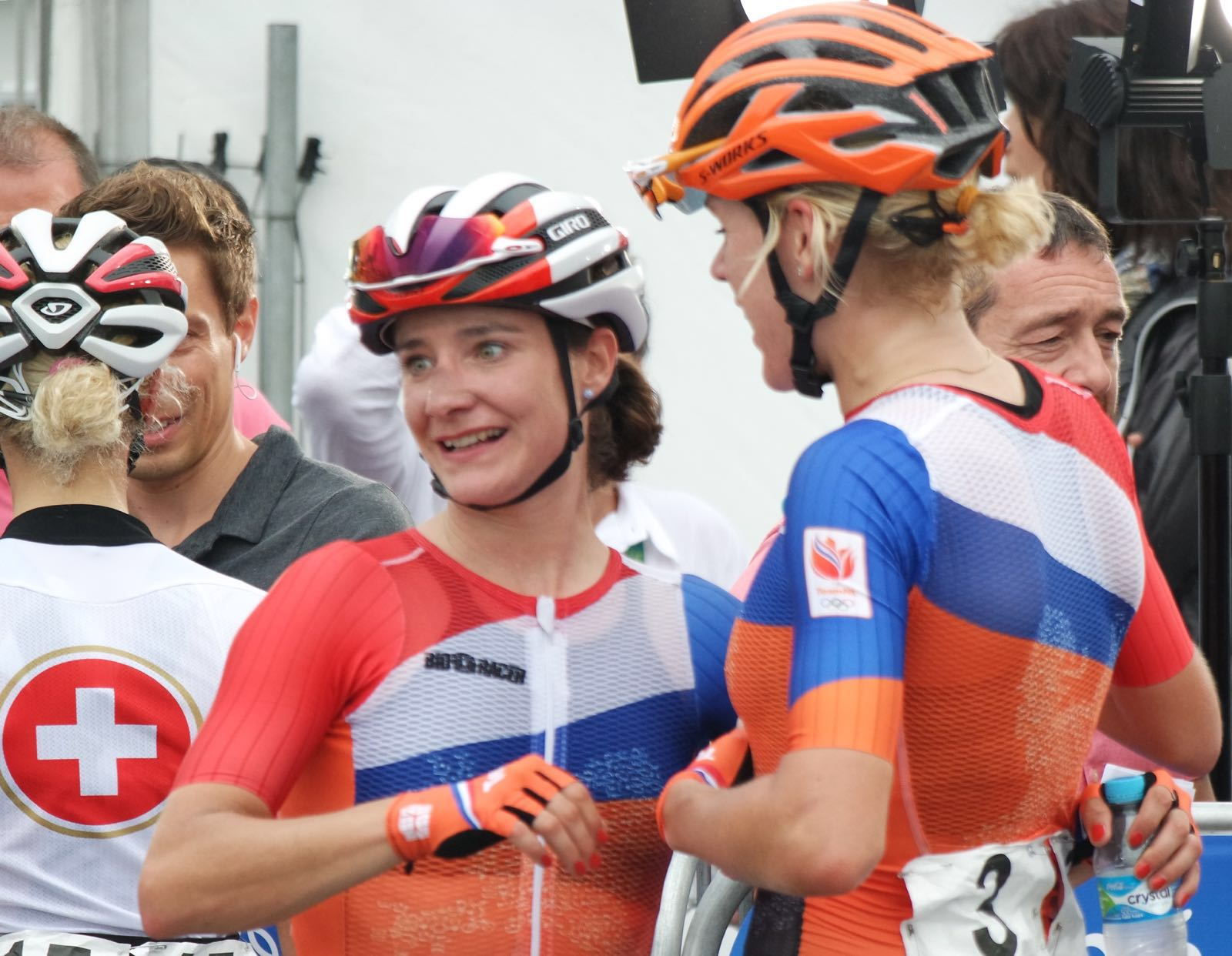
Marianne Vos in maglia olandese ai Giochi di Rio 2016

Nel 2015 è attiva fino a gennaio, partecipando ad alcune prove di ciclocross e ai campionati del mondo di specialità a Tábor, dove vince il bronzo; dopo aver partecipato a sole due gare su strada tra fine aprile e inizio maggio, rimane lontana dall'attività per il prosieguo di stagione per riprendersi sia da un infortunio al ginocchio sinistro, che dalla fatica accumulata nelle stagioni precedenti. Ritorna alle corse nel 2016, senza però i ritmi e la mole di risultati pre-2015; si aggiudica comunque alcune corse, tra cui una frazione al Tour of California, una al Women's Tour (entrambe gare del neonato Women's World Tour), tre tappe al Thüringen Rundfahrt e una al Giro del Belgio. In stagione partecipa anche alla prova in linea dei Giochi olimpici di Rio de Janeiro, concludendo nona dopo aver svolto anche ruoli di gregariato, e ai campionati europei e mondiali, piazzandosi rispettivamente settima e ventiduesima.

### 2017-2019: il titolo europeo e il ritorno ad alti livelli
Dopo un inverno 2017 caratterizzato dall'argento ai campionati del mondo di ciclocross a Bieles (battuta dalla specialista Sanne Cant), e una primavera con tre vittorie in gare belghe di secondo piano e alcuni piazzamenti, nel giugno 2017 si frattura la clavicola in una caduta durante la terza tappa del Women's Tour. Rientrata alle corse dopo un mese, vince due tappe e la classifica finale del BeNe Tour, e la classifica finale del Tour of Norway; prima della gara norvegese, conquista sulle strade di Herning anche il titolo europeo Élite in linea precedendo Giorgia Bronzini in una volata ristretta.
Nella primavera 2018 si piazza terza al Trofeo Alfredo Binda e alla Freccia del Brabante, mentre alla Liegi-Bastogne-Liegi è vittima di un'altra frattura alla clavicola. Dopo aver sfiorato il successo al Women's Tour in giugno (conclude seconda, vincendo anche la classifica a punti), conquista l'ottava tappa del Giro d'Italia, a Breganze, tornando così al successo nella "Corsa rosa" dopo quattro anni. Nella seconda parte di stagione ritorna ad altissimi livelli: si aggiudica il BeNe Tour, la Crescent Vårgårda e le tre tappe e la classifica finale del Tour of Norway; conclude inoltre seconda alla RideLondon Classique, al Grand Prix de Plouay e nella prova in linea dei campionati europei a Glasgow, preceduta nella volata di gruppo da Marta Bastianelli. Grazie ai numerosi piazzamenti, è anche seconda nella classifica individuale del World Tour, preceduta solo da Annemiek van Vleuten.
Nei primi mesi del 2019 si aggiudica la medaglia di bronzo ai campionati del mondo di ciclocross e, per la prima volta, la Coppa del mondo di specialità. Su strada, con la maglia della nuova CCC-Liv, conquista invece in volata il suo quarto Trofeo Alfredo Binda; è poi terza all'Amstel Gold Race e quarta alla Freccia Vallone. Dopo le classiche vince il Tour de Yorkshire e una tappa al Women's Tour; coglie quindi la medaglia d'argento nella prova in linea dei Giochi europei di Minsk e il secondo posto in linea ai campionati olandesi, battuta in entrambe le occasioni dalla giovane connazionale Lorena Wiebes.

## Palmarès

### Strada
- 2004 (Juniores)

Campionati del mondo, Prova in linea Juniores
- 2005 (Juniores)

Campionati olandesi, Prova in linea Juniores
Omloop van Borsele
- 2006 (DSB-Ballast Nedam, undici vittorie)

5ª tappa Gracia-Orlová (Orlová > Orlová)
Omloop van Borsele
1ª tappa Iurreta-Emakumeen Bira (Iurreta > Elorrio)
Campionati olandesi, Prova in linea
Omloop van Valkenburg
Campionati europei, Prova in linea Under-23
1ª tappa Tour en Limousin (Limoges > Limoges, cronometro)
3ª tappa Tour en Limousin  (Dun-le-Palestel > Naillat)
Classifica generale Tour en Limousin
4ª tappa Trophée d'Or (Cosne-sur-Loire > Cosne-sur-Loire)
Campionati del mondo, Prova in linea
- 2007 (DSB Bank, ventiquattro vittorie)

Ronde van Gelderland
Freccia Vallone
7-Dorpenomloop van Aalburg
Prologo Giro di San Marino (San Marino > San Marino, cronometro)
1ª tappa Giro di San Marino (Borgo Maggiore > Borgo Maggiore)
2ª tappa Giro di San Marino (Serravalle > Serravalle)
Classifica generale Giro di San Marino
Omloop van Borsele
1ª tappa Tour de l'Aude (Port-la-Nouvelle > Port-la-Nouvelle)
3ª tappa Tour de l'Aude (Lézignan-Corbières > Lézignan-Corbières)
4ª tappa Tour de l'Aude (Castelnaudary > Castelnaudary)
7ª tappa Tour de l'Aude (Arques > Rennes-les-Bains)
1ª tappa Iurreta-Emakumeen Bira (Elorrio > Elorrio)
2ª tappa Iurreta-Emakumeen Bira (Eibar > Eibar)
1ª tappa Ster Zeeuwsche Eilanden (Flessinga > Flessinga, cronometro)
2ª tappa Ster Zeeuwsche Eilanden (Middelburg > Flessinga)
Classifica generale Ster Zeeuwsche Eilanden
Noordwijk Classic
2ª tappa Giro d'Italia (Correggio > Correggio)
Campionati europei, Prova in linea Under-23
Holland Hills Classic
1ª tappa Holland Tour (Valkenburg aan de Geul > Berg en Terblijt)
4ª tappa Holland Tour (Roden > Roden)
Rund um die Nürnberger Altstadt
- 2008 (Team DSB Bank, ventiquattro vittorie)

Gran Prix International Dottignies
Freccia Vallone
1ª tappa Gracia-Orlová (Dětmarovice > Dětmarovice)
2ª tappa Gracia-Orlová (Lichnov > Lichnov)
3ª tappa Gracia-Orlová (Kuźnia Raciborska > Kuźnia Raciborska, cronometro)
Classifica generale Gracia-Orlová
Gran Premio Santa Ana
Prologo Vuelta Ciclista a El Salvador (Huizúcar > Huizúcar, cronometro)
1ª tappa Vuelta Ciclista a El Salvador (Quezaltepeque > Santa Ana)
2ª tappa Vuelta Ciclista a El Salvador (Multiplaza > San Salvador, cronometro)
Prologo Vuelta a Occidente (Huizúcar > Huizúcar, cronometro)
1ª tappa, 1ª semitappa Vuelta a Occidente (Quezaltepeque > Chalchuapa)
1ª tappa, 2ª semitappa Vuelta a Occidente (Atiquizaya > Chalchuapa, cronometro)
Classifica generale Vuelta a Occidente
Parel van de Veluwé
1ª tappa Iurreta-Emakumeen Bira (Iurreta > Goiuria)
2ª tappa Iurreta-Emakumeen Bira (Arrigorriaga > Arrigorriaga)
3ª tappa, 1ª semitappa Iurreta-Emakumeen Bira (Orduña > Orduña, cronometro)
4ª tappa Iurreta-Emakumeen Bira (Eibar > Eibar)
Classifica generale Iurreta-Emakumeen Bira
Campionati olandesi, Prova in linea
2ª tappa Tour de Feminin-GP Krásná Lípa
3ª tappa, 2ª semitappa Tour de Feminin-GP Krásná Lípa (Bogatynia > Bogatynia, cronometro)
2ª tappa, 1ª semitappa Giro della Toscana-Memorial Fanini (Porcari > Montecarlo)
- 2009 (Team DSB Bank, diciannove vittorie)

Trofeo Alfredo Binda-Comune di Cittiglio
Eurocup Ronde van Drenthe
Freccia Vallone
1ª tappa Gracia-Orlová (Dětmarovice > Dětmarovice)
4ª tappa Tour de l'Aude (Castelnaudary > Castelnaudary)
7ª tappa Tour de l'Aude (Saint-Hilaire > Montréal)
8ª tappa Tour de l'Aude (Axat > Espezel)
7-Dorpenomloop van Aalburg
4ª tappa Grande Boucle (Irun > Anglet)
Campionati olandesi, Prova in linea
3ª tappa Tour de Bretagne (Plédran > Corlay)
4ª tappa, 1ª semitappa Tour de Bretagne (Lanarvily > Lanarvily, cronometro)
4ª tappa, 2ª semitappa Tour de Bretagne (Lanarvily > Plouguerneau)
1ª tappa Thüringen Rundfahrt (Altenburg > Altenburg)
Open de Suède Vargarda
Holland Hills Classic
Classifica generale Holland Tour
4ª tappa Giro della Toscana-Memorial Fanini (Campi Bisenzio > Campi Bisenzio, cronometro)
6ª tappa Giro della Toscana-Memorial Fanini (Quarrata > Firenze)
- 2010 (Nederland Bloeit, diciannove vittorie)

Trofeo Alfredo Binda-Comune di Cittiglio
1ª tappa Gracia-Orlová (Dětmarovice > Štramberk)
4ª tappa Gracia-Orlová (Czechowice-Dziedzice)
5ª tappa Gracia-Orlová (Orlová > Orlová)
Classifica generale Gracia-Orlová
7-Dorpenomloop van Aalburg
9ª tappa Tour de l'Aude (Aunat > Limoux)
Durango-Durango Emakumeen Saria
1ª tappa Iurreta-Emakumeen Bira (Iurreta > Iurreta)
4ª tappa Iurreta-Emakumeen Bira (Orduña > Orduña)
Campionati olandesi, Prova a cronometro
5ª tappa Giro d'Italia (Orta San Giulio > Pettenasco)
6ª tappa Giro d'Italia (Gallarate > Arcisate)
2ª tappa Route de France (Saint-Fort > Lavaré)
5ª tappa Route de France (Luxeuil-les-Bains > Saint-Dié-des-Vosges)
3ª tappa Holland Tour (Gieten > Gieten)
7ª tappa Holland Tour (Hellendoorn > Hellendoorn)
Classifica generale Holland Tour
5ª tappa Giro della Toscana-Memorial Fanini (Segromigno in Piano > Capannori)
- 2011 (Nederland Bloeit, trentatré vittorie)

Holland Hills Classic
1ª tappa Energiewacht Tour (Sellingen > Sellingen)
4ª tappa Energiewacht Tour (Haren > Haren)
Drentse 8 van Dwingeloo
Ronde van Drenthe Worldcup
Freccia Vallone
Grand Prix Elsy Jacobs
Grand Prix Nicolas Frantz
Omloop der Kempen
7-Dorpenomloop van Aalburg
Gooik WE
Gran Premio Ciudad de Valladolid
Durango-Durango Emakumeen Saria
1ª tappa Iurreta-Emakumeen Bira (Iurreta)
2ª tappa Iurreta-Emakumeen Bira (Iurreta > Lekeitio)
4ª tappa Iurreta-Emakumeen Bira (Orduña > Orduña)
Classifica generale Iurreta-Emakumeen Bira
1ª tappa Ster Zeeuwsche Eilanden (Middelburg, cronometro)
3ª tappa Ster Zeeuwsche Eilanden (Westkapelle > Westkapelle)
Classifica generale Ster Zeeuwsche Eilanden
Campionati olandesi, Prova a cronometro
Campionati olandesi, Prova in linea
1ª tappa Giro d'Italia (Roma > Velletri)
3ª tappa Giro d'Italia (Potenza Picena > Fermo)
6ª tappa Giro d'Italia (Fontanellato > Piacenza)
7ª tappa Giro d'Italia (Rovato > Grosotto)
9ª tappa Giro d'Italia (Agliè > Ceresole Reale)
Classifica generale Giro d'Italia
4ª tappa Trophée d'Or (Cosne-sur-Loire > Cosne-sur-Loire)
1ª tappa Holland Tour (Neerijnen > Ophemert)
5ª tappa Holland Tour (Nuenen > Gerwen)
6ª tappa Holland Tour (Bunde > Berg en Terblijt)
Classifica generale Holland Tour
- 2012 (Stichting Rabo/Rabobank Women, venti vittorie)

Ronde van Drenthe Worldcup
Novilon Euregio Cup
Trofeo Alfredo Binda-Comune di Cittiglio
1ª tappa Grand Prix Elsy Jacobs (Garnich > Garnich)
Classifica generale Grand Prix Elsy Jacobs
1ª tappa Giro d'Italia (Napoli > Terracina)
2ª tappa Giro d'Italia (Roma > Roma, cronometro)
4ª tappa Giro d'Italia (Montecatini Terme > Montecatini Alto)
7ª tappa Giro d'Italia (Voghera > Castagnole delle Lanze)
8ª tappa Giro d'Italia (Mornago > Lonate Pozzolo)
Classifica generale Giro d'Italia
1ª tappa Tour en Limousin (Châteauponsac > La Chapelaude)
4ª tappa Tour en Limousin (Ussel > Ussel)
Classifica generale Tour en Limousin
Giochi olimpici, Prova in linea
Grand Prix de Plouay
4ª tappa Holland Tour (Zaltbommel > Zaltbommel)
6ª tappa Holland Tour (Berg en Terblijt > Berg en Terblijt)
Classifica generale Holland Tour
Campionati del mondo, Prova in linea
- 2013 (Rabo Women, ventidue vittorie)

Drentse 8 van Dwingeloo
Ronde van Drenthe Worldcup
Giro delle Fiandre
Freccia Vallone
2ª tappa Festival Elsy Jacobs (Mamer > Mamer)
Classifica generale Festival Elsy Jacobs
7-Dorpenomloop van Aalburg
Durango-Durango Emakumeen Saria
1ª tappa Emakumeen Euskal Bira (Iurreta > Iurreta)
3ª tappa Giro d'Italia (Cerro al Volturno > Cerro al Volturno)
4ª tappa Giro d'Italia (Monte San Vito > Castelfidardo)
7ª tappa Giro d'Italia (Corbetta > Corbetta)
Open de Suède Vargarda
1ª tappa Trophée d'Or (Saint-Amand-Montrond > Graçay)
2ª tappa Trophée d'Or (Mehun-sur-Yèvre, cronometro)
4ª tappa Trophée d'Or (Cosne-Cours-sur-Loire > Cosne-Cours-sur-Loire)
Classifica generale Trophée d'Or
Grand Prix de Plouay
Prologo Giro della Toscana-Memorial Fanini (Campi Bisenzio > Campi Bisenzio, cronometro)
2ª tappa Giro della Toscana-Memorial Fanini (Porcari > Pontedera)
3ª tappa Giro della Toscana-Memorial Fanini (Segromigno > Capannori)
Campionati del mondo, Prova in linea
- 2014 (Rabo-Liv Women, ventuno vittorie)

Prologo Festival Elsy Jacobs (Lussemburgo > Lussemburgo, cronometro)
2ª tappa Festival Elsy Jacobs (Mamer > Mamer)
3ª tappa Women's Tour (Felixstowe > Clacton-on-Sea)
4ª tappa Women's Tour (Cheshunt > Welwyn Garden City)
5ª tappa Women's Tour (Harwich > Bury St Edmunds)
Classifica generale Women's Tour
7-Dorpenomloop van Aalburg
Gooik-Geraardsbergen-Gooik
Durango-Durango Emakumeen Saria
2ª tappa Emakumeen Euskal Bira (Oñati > Oñati)
4ª tappa Emakumeen Euskal Bira (Ataun > Ataun)
1ª tappa Giro d'Italia (Santa Maria a Vico > Santa Maria a Vico)
4ª tappa Giro d'Italia (Alba Adriatica > Jesi)
5ª tappa Giro d'Italia (Jesi > Cesenatico)
7ª tappa Giro d'Italia (Aprica > Chiavenna)
Classifica generale Giro d'Italia
La Course by Le Tour de France
Sparkassen Giro Bochum
Prologo Tour of Norway (Halden > Halden, cronometro)
2ª tappa Tour of Norway (Fredriksten > Fredriksten)
3ª tappa Holland Tour (Heeze > Lende)
- 2016 (Rabo-Liv Women, nove vittorie)

Pajot Hills Classic
7-Dorpenomloop van Aalburg
3ª tappa Tour of California (Santa Rosa > Santa Rosa)
Keukens van Lommel Classic
4ª tappa Women's Tour (Nottingham > Stoke-on-Trent)
1ª tappa Thüringen Rundfahrt (Gotha > Gotha)
3ª tappa Thüringen Rundfahrt (Altenburg > Altenburg)
5ª tappa Thüringen Rundfahrt (Greiz > Greiz)
2ª tappa Belgium Tour (Lierde > Lierde)
- 2017 (WM3 Pro Cycling Team, nove vittorie)

Trofee Maarten Wynants
7-Dorpenomloop Aalburg
Gooik-Geraardsbergen-Gooik
2ª tappa, 2ª semitappa BeNe Tour (Sint Laureins > Sint Laureins, cronometro)
3ª tappa BeNe Tour (Zelzate > Zelzate)
Classifica generale BeNe Tour
Campionati europei, Prova in linea
Classifica generale Tour of Norway
1ª tappa Belgium Tour (Ninove > Ninove)
- 2018 (WaowDeals Pro Cycling Team, otto vittorie)

8ª tappa Giro d'Italia (San Giorgio di Perlena > Breganze)
1ª tappa BeNe Tour (Merelbeke > Merelbeke)
Classifica generale BeNe Tour
Vårgårda WWT
1ª tappa Tour of Norway (Rakkestad > Mysen)
2ª tappa Tour of Norway (Fredrikstad > Sarpsborg)
3ª tappa Tour of Norway (Svinesund > Halden)
Classifica generale Tour of Norway
- 2019 (CCC-Liv, diciannove vittorie)

Trofeo Alfredo Binda - Comune di Cittiglio
2ª tappa Tour de Yorkshire (Bridlington > Scarborough)
Classifica generale Tour de Yorkshire
2ª tappa Women's Tour (Cyclopark Gravesend > Cyclopark Gravesend)
2ª tappa Giro d'Italia (Viù > Viù)
3ª tappa Giro d'Italia (Sagliano Micca > Piedicavallo)
7ª tappa Giro d'Italia (Cornedo Vicentino > San Giorgio di Perlena)
10ª tappa Giro d'Italia (San Vito al Tagliamento > Udine)
La Course by Le Tour de France
2ª tappa Tour of Norway (Mysen > Askim)
3ª tappa Tour of Norway (Moss > Halden)
4ª tappa Tour of Norway (Svinesund > Halden)
Classifica generale Tour of Norway
1ª tappa Tour de l'Ardèche (Saint-Paul-le-Jeune > Aubenas)
2ª tappa Tour de l'Ardèche (Mende > Monte Lozère)
3ª tappa Tour de l'Ardèche (Avignone > Apt)
6ª tappa Tour de l'Ardèche (Saint-Sauveur-de-Montagut > Beauchastel)
7ª tappa Tour de l'Ardèche (Chomérac > Privas)
Classifica generale Tour de l'Ardèche
- 2020 (CCC-Liv, tre vittorie)

3ª tappa Giro d'Italia (Santa Fiora > Assisi)
5ª tappa Giro d'Italia (Terracina > Terracina)
6ª tappa Giro d'Italia (Torre del Greco > Nola)
- 2021 (Jumbo-Visma Women Team, sette vittorie)

Gand-Wevelgem
Amstel Gold Race
3ª tappa Giro d'Italia (Casale Monferrato > Ovada)
7ª tappa Giro d'Italia (Soprazocco di Gavardo > Puegnago del Garda)
Prologo Holland Tour (Ede > Ede, cronometro)
4ª tappa Holland Tour (Geleen > Sweikhuizen)
5ª tappa Holland Tour (Arnhem > Arnhem)
- 2022 (Team Jumbo-Visma, otto vittorie)

3ª tappa Giro d'Italia (Cala Gonone > Olbia)
6ª tappa Giro d'Italia (Sarnico > Bergamo)
2ª tappa Tour de France (Meaux > Provins)
6ª tappa Tour de France (Saint-Dié-des-Vosges > Rosheim)
1ª tappa Tour of Scandinavia (Copenaghen > Helsingør)
2ª tappa Tour of Scandinavia (Orust > Strömstad)
3ª tappa Tour of Scandinavia (Moss > Sarpsborg)
6ª tappa Tour of Scandinavia (Lillestrøm > Halden)
- 2023 (Team Jumbo-Visma, due vittorie)

3ª tappa La Vuelta Femenina (Elche de la Sierra > La Roda)
4ª tappa La Vuelta Femenina (Cuenca > Guadalajara)
- 2024 (Team Visma-Lease a Bike, sette vittorie)

Omloop Het Nieuwsblad femminile
Dwars door Vlaanderen femminile
Amstel Gold Race femminile
3ª tappa La Vuelta Femenina (Lucena del Cid > Teruel)
7ª tappa La Vuelta Femenina (San Esteban de Gormaz > Sigüenza)
2ª tappa Volta Ciclista a Catalunya Femenina (La Seu d'Urgell > La Molina)
Classifica generale Volta Ciclista a Catalunya Femenina
- 2025 (Team Visma-Lease a Bike, una vittoria)

1ª tappa Tour de France (Vannes > Plumelec)

#### Altri successi
- 2006 (DSB-Ballast Nedam)

Classifica a punti Emakumeen Bira
Classifica giovani Emakumeen Bira
Classifica a punti Giro della Toscana-Memorial Fanini
Classifica giovani Giro della Toscana-Memorial Fanini
Classifica a punti Tour en Limousin
Classifica giovani Tour en Limousin
- 2007 (DSB Bank)

Classifica a punti Emakumeen Bira
Classifica a punti Holland Tour
Classifica giovani Holland Tour
Classifica giovani RaboSter Zeeuwsche Eilanden
Classifica a punti Giro d'Italia femminile
Classifica finale Coppa del mondo
Classifica finale Calendario internazionale
- 2008 (Team DSB Bank)

Classifica a punti Gracia-Orlová
Classifica scalatrici Gracia-Orlová
Classifica giovani Vuelta Ciclista a El Salvador
Classifica a punti Vuelta a Occidente
Classifica giovani Vuelta a Occidente
Classifica a punti Iurreta-Emakumeen Bira
Classifica giovani Holland Tour
Classifica finale Calendario internazionale
- 2009 (Team DSB Bank)

Classifica a punti Gracia - Orlová
Classifica giovani Tour de l'Aude Cycliste Féminin
Classifica a punti Tour de l'Aude Cycliste Féminin
Classifica giovani Grande Boucle Féminine Internationale
Classifica a punti Tour de Bretagne Féminin
Classifica a punti Thüringen Rundfahrt
Classifica giovani Holland Tour
Classifica a punti Giro della Toscana Femminile-Memorial Michela Fanini
Classifica finale Coppa del mondo
Classifica finale Calendario internazionale
- 2010 (Nederland Bloeit)

Classifica a punti Gracia - Orlová
Classifica scalatrici Gracia - Orlová
Classifica a punti Tour de l'Aude Cycliste Féminin
Classifica a punti Iurreta-Emakumeen Bira
Classifica a punti Giro d'Italia
Classifica giovani Giro d'Italia
Classifica a punti Holland Tour
Classifica finale Coppa del mondo
Classifica finale Calendario internazionale
- 2011 (Nederland Bloeit)

Classifica a punti Energiewacht Tour
Classifica a punti Rabo Ster Zeeuwsche Eilanden
Classifica a punti Iurreta-Emakumeen Bira
Classifica a punti Giro d'Italia
Classifica scalatori Giro d'Italia
Classifica a punti Holland Tour
Classifica sprint Holland Tour
Classifica finale Calendario internazionale
- 2012 (Stichting Rabo/Rabobank Women)

Classifica a punti Grand Prix Elsy Jacobs
Classifica a punti Giro d'Italia
Classifica a punti Tour en Limousin
Classifica finale Coppa del mondo
Classifica finale Calendario internazionale
- 2013 (Rabo Women)

Classifica a punti Festival Elsy Jacobs
Classifica a punti Emakumeen Euskal Bira
Classifica a punti Giro d'Italia
Classifica finale Coppa del mondo
- 2014 (Rabo-Liv Women)

Classifica a punti Festival Elsy Jacobs
Classifica a punti Women's Tour
Classifica a punti Emakumeen Euskal Bira
Classifica a punti Giro d'Italia
1ª tappa Belgium Tour (Blaugies > Warquignies, cronosquadre)
Classifica finale Calendario internazionale
- 2016 (Rabo-Liv Women)

Classifica a punti Women's Tour
Classifica a punti Belgium Tour
- 2017 (WM3 Pro Cycling Team)

Classifica a punti BeNe Tour
Classifica a punti Tour of Norway
Classifica a punti Belgium Tour
- 2018 (WaowDeals Pro Cycling Team)

Classifica a punti Women's Tour
Classifica a punti Tour of Norway
- 2019 (CCC-Liv)

Classifica a punti Tour Cycliste Féminin International de l'Ardèche
Classifica finale Women's World Tour
- 2020 (CCC-Liv)

Classifica a punti Giro d'Italia
- 2021 (Jumbo-Visma Women Team)

Classifica a punti Holland Tour
- 2022 (Team Jumbo-Visma)

Classifica a punti Tour de France
- 2023 (Team Jumbo-Visma)

1ª tappa La Vuelta Femenina (Torrevieja, cronosquadre)
Classifica a punti La Vuelta Femenina
- 2024 (Team Visma-Lease a Bike)

Classifica a punti La Vuelta Femenina
Ronde van Lekkerkerk
Classifica a punti Tour de France

### Pista
- 2007

2ª tappa Coppa del mondo 2007-2008, Scratch (Pechino)
2ª tappa Coppa del mondo 2007-2008, Corsa a punti (Pechino)
Campionati olandesi, Corsa a punti
Campionati olandesi, Scratch
- 2008

4ª tappa Coppa del mondo 2007-2008, Scratch (Copenaghen)
Campionati del mondo, Corsa a punti
Giochi olimpici, Corsa a punti
- 2010

Corsa a eliminazione (Melbourne)
- 2011

Campionati del mondo, Scratch
- 2012

Revolution series, Corsa a Eliminazione (Manchester)
Campionati olandesi, Americana (con Roxane Knetemann)

### Ciclocross
- 2001-2002 (due vittorie)

Veldrit van Harderwijk (Harderwijk)
Cyclocross Bakel (Bakel)
- 2002-2003 (nove vittorie)

Veldrit van Harderwijk (Harderwijk)
Nationale Veldrit Almelo (Almelo)
Veldrit van Hilversum (Hilversum)
Kerstveldrit (Reusel)
Grote Prijs Montferland (Zeddam)
Centrumcross (Surhuisterveen)
Cyclocross Bakel (Bakel)
Kasteelcross (Vorden)
Cyclocross Heerlen (Heerlen)
- 2003-2004 (tre vittorie)

Veldrit van Harderwijk (Harderwijk)
Centrumcross (Surhuisterveen)
Veldrit Pijnacker (Pijnacker)
- 2004-2005 (due vittorie)

Cyclocross Gieten (Gieten)
Cyclocross Bakel (Bakel)
- 2005-2006 (sette vittorie)

Veldrit van Harderwijk (Harderwijk)
Wouden Cyclocross Sumar (Suameer)
Campionati europei, prova Élite
Cyclocross Gieten (Gieten)
Azencross (Loenhout)
Grand Prix du Nouvel-An (Pétange)
Campionati del mondo, prova Élite
- 2006-2007 (sette vittorie)

Cyclo-cross de Fourmies (Fourmies)
Koppenbergcross (Oudenaarde)
Ciclocross di Treviso, 2ª prova Coppa del mondo (Treviso)
Witloofveldrit (Vossem)
Cyclocross Gieten (Gieten)
Scheldecross (Anversa)
Sluitingsprijs Oostmalle
- 2008-2009 (quattro vittorie)

Grote Prijs Eric De Vlaeminck, 6ª prova Coppa del mondo (Heusden-Zolder)
Grand Prix du Nouvel-An (Pétange)
Campionati del mondo, prova Elite
Sluitingsprijs, 3ª prova Gazet van Antwerpen Trofee (Oostmalle)
- 2009-2010 (dodici vittorie)

Nacht van Woerden (Woerden)
Campionati europei, prova Elite
Duinencross, 3ª prova Coppa del mondo (Koksijde)
Frankfurter Rad-Cross (Francoforte sul Meno)
Grote Prijs Eric De Vlaeminck, 6ª prova Coppa del mondo (Heusden-Zolder)
Grand Prix du Nouvel-An (Pétange)
Grote Prijs Richard Groenendaal (Sint-Michielsgestel)
Centrumcross (Surhuisterveen)
Grote Prijs Adrie van der Poel, 8ª prova Coppa del mondo (Hoogerheide)
Campionati del mondo, prova Elite
Krawatencross, 4ª prova Gazet van Antwerpen Trofee (Lille)
Sluitingsprijs, 5ª prova Gazet van Antwerpen Trofee (Oostmalle)
- 2010-2011 (sei vittorie)

Azencross, 3ª prova Gazet van Antwerpen Trofee (Loenhout)
Grand Prix du Nouvel-An (Pétange)
Campionati olandesi, prova Elite
Cyclo-cross de Pontchâteau, 6ª prova Coppa del mondo (Pontchâteau)
Campionati del mondo, prova Elite
Cauberg Cyclo-Cross (Valkenburg)
- 2011-2012 (diciotto vittorie)

Cyclocross Gieten, 5ª prova Superprestige (Gieten)
Frankfurter Rad-Cross (Francoforte sul Meno)
Grote Prijs Rouwmoer (Essen)
Citadelcross, 4ª prova Coppa del mondo (Namur)
Centrumcross (Surhuisterveen)
Cyclocross Diegem, 6ª prova Superprestige (Diegem)
Grote Prijs Eric De Vlaeminck, 5ª prova Coppa del mondo (Heusden-Zolder)
Azencross, 3ª prova Gazet van Antwerpen Trofee (Loenhout)
Cyclocross Leuven (Lovanio)
Grote Prijs Richard Groenendaal (Sint-Michielsgestel)
Grand Prix du Nouvel-An (Pétange)
Campionati olandesi, prova Elite
Liévin Cyclo-Cross, 6ª prova Coppa del mondo (Liévin)
Cyclocross Rucphen (Rucphen)
Grote Prijs Adrie van der Poel, 7ª prova Coppa del mondo (Hoogerheide)
Campionati del mondo, prova Elite (Koksijde)
Krawatencross, 5ª prova Gazet van Antwerpen Trofee (Lille)
Cauberg Cyclocross (Valkenburg)
- 2012-2013 (dieci vittorie)

Grote Prijs Eric De Vlaeminck, 6ª prova Coppa del mondo (Heusden-Zolder)
Grand Prix du Nouvel-An (Pétange)
Centrumcross (Surhuisterveen)
Memorial Romano Scotti, 7ª prova Coppa del mondo (Roma)
Weversmisdagcross (Otegem)
Cyclocross Rucphen (Rucphen)
Campionati olandesi, prova Elite
Grote Prijs Adrie van der Poel, 8ª prova Coppa del mondo (Hoogerheide)
Campionati del mondo, prova Elite
Krawatencross, 5ª prova Bpost Bank Trofee (Lille)
- 2013-2014 (dieci vittorie)

Grote Prijs van Brabant (Den Bosch)
Cauberg Cyclocross, 1ª prova Coppa del mondo (Valkenburg)
Nacht van Woerden (Woerden)
Azencross, 5ª prova Bpost Bank Trofee (Loenhout)
Centrumcross (Surhuisterveen)
Campionati olandesi, prova Elite
Cyclocross Leuven (Lovanio)
Internationale Cyclocross Rucphen (C2)
Cyclo-cross de Nommay, 7ª prova Coppa del mondo (Nommay)
Campionati del mondo, prova Elite
- 2014-2015 (quattro vittorie)

Grote Prijs Eric De Vlaeminck, 5ª prova Coppa del mondo (Heusden-Zolder)
Cyclocross Diegem, 6ª prova Superprestige (Diegem)
Campionati olandesi, prova Elite
Centrumcross (Surhuisterveen)
- 2016-2017 (otto vittorie)

Cyclocross Diegem, 6ª prova Superprestige (Diegem)
Grote Prijs Eric De Vlaeminck, 7ª prova Coppa del mondo (Heusden-Zolder)
Grote Prijs Sven Nys, 7ª prova Ijsboerke Ladies Trophy (Baal)
Centrumcross (Surhuisterveen)
Campionati olandesi, prova Elite
Memorial Romano Scotti, 8ª prova Coppa del mondo (Fiuggi)
Grote Prijs Adrie van der Poel, 9ª prova Coppa del mondo (Hoogerheide)
Parkcross (Maldegem)
- 2017-2018 (una vittoria)

Parkcross (Maldegem)
- 2018-2019 (sette vittorie)

Cyclo-Cross Collective Cup #2, 1ª prova Coppa del mondo (Waterloo)
Grote Prijs Mario De Clercq, 3ª prova Brico Cross (Ronse)
Radquer Bern, 3ª prova Coppa del mondo (Berna)
Nacht van Woerden (Woerden)
Cyclocross Ruddervoorde, 3ª prova Superprestige (Ruddervoorde)
Grote Prijs Eric De Vlaeminck, 7ª prova Coppa del mondo (Heusden-Zolder)
Cyclo-cross de Pontchâteau, 8ª prova Coppa del mondo (Pontchâteau)
- 2019-2020 (due vittorie)

Cyclocross Essen, 5ª prova Ethias Cross (Essen)
Ciclocross Xàtiva (Xàtiva)
- 2020-2021 (una vittoria)

Cyclocross Essen, 5ª prova Ethias Cross (Essen)
- 2021-2022 (sei vittorie)

Cyclo-Cross Collective Cup, 1ª prova Coppa del mondo (Waterloo)
Jingle Cross, 3ª prova Coppa del mondo (Iowa City)
Cyclocross Rucphen, 10ª prova Coppa del mondo (Rucphen)
Campionati olandesi, prova Elite
Grote Prijs Adrie van der Poel, 15ª prova Coppa del mondo (Hoogerheide)
Campionati del mondo, prova Elite
- 2022-2023 (una vittoria)

Urban Cross (Kortrijk, 2ª prova X2O Badkamers Trofee)

#### Altri successi
- 2018-2019

Classifica generale Coppa del mondo

### Mountain biking
- 2005

Campionati olandesi, XC Juniores
- 2013[25]

Classifica finale Cyprus Sunshine Cup, Cross country
Bikecenter van Tuyl Paasbike, Cross country (Nieuwkuijk)
Noordelijke ATB Trophy, Cross country (Norg)
MTB Trophy Steenwijkerland, Cross country (Steenwijk)
- 2014

Egmond aan Zee
- 2015[25]

Bikecenter van Tuyl Paasbike, Cross country (Nieuwkuijk)

### Gravel
- 2023

UCI Gravel World Series WE - Gravel, Grit 'n Grind
- 2024

Campionati del mondo, prova Elite

## Piazzamenti

### Grandi Giri
- Tour de l'Aude

2007: 6ª
2009: 3ª
2010: 8ª
- Grande Boucle/Tour de France

2009: 3ª
2022: 26ª
2023: ritirata (7ª tappa)
2024: 31ª
- Giro d'Italia

2007: 12ª
2010: 7ª
2011: vincitrice
2012: vincitrice
2013: 6ª
2014: vincitrice
2018: non partita (9ª tappa)
2019: 20ª
2020: 11ª
2021: non partita (9ª tappa)
2022: non partita (7ª tappa)
2023: 48°
- Vuelta a España

2023: 26ª
2024: 24ª

### Competizioni mondiali

#### Strada
- Campionati del mondo

Verona 2004 - Cronometro Juniores: 5ª
Verona 2004 - In linea Juniores: vincitrice
Salisburgo 2005 - Cronometro Juniores: 13ª
Salisburgo 2005 - In linea Juniores: 2ª
Salisburgo 2006 - In linea Elite: vincitrice
Stoccarda 2007 - In linea Elite: 2ª
Varese 2008 - In linea Elite: 2ª
Mendrisio 2009 - In linea Elite: 2ª
Melbourne 2010 - In linea Elite: 2ª
Copenaghen 2011 - Cronometro Elite: 10ª
Copenaghen 2011 - In linea Elite: 2ª
Limburgo 2012 - Cronosquadre: 4ª
Limburgo 2012 - In linea Elite: vincitrice
Toscana 2013 - Cronosquadre: 2ª
Toscana 2013 - In linea Elite: vincitrice
Ponferrada 2014 - In linea Elite: 10ª
Doha 2016 - In linea Elite: 22ª
Bergen 2017 - In linea Elite: 48ª
Yorkshire 2019 - In linea Elite: 6ª
Imola 2020 - In linea Elite: 4ª
Fiandre 2021 - In linea Elite: 2ª
Wollongong 2022 - In linea Elite: 14ª
Glasgow 2023 - In linea Elite: 47ª
Zurigo 2024 - In linea Elite: 8ª
- Coppa del mondo/World Tour

CdM 2007: vincitrice
CdM 2008: 3ª
CdM 2009: vincitrice
CdM 2010: vincitrice
CdM 2011: 2ª
CdM 2012: vincitrice
CdM 2013: vincitrice
CdM 2014: 3ª
WWT 2016: 10ª
WWT 2017: 11ª
WWT 2018: 2ª
WWT 2019: vincitrice
WWT 2020: 6ª
WWT 2021: 4ª
WWT 2022: 17ª
WWT 2023: 43ª
- Giochi olimpici

Pechino 2008 - In linea: 6ª
Pechino 2008 - Cronometro: 14ª
Londra 2012 - In linea: vincitrice
Londra 2012 - Cronometro: 16ª
Rio de Janeiro 2016 - In linea: 9ª
Tokyo 2020 - In linea: 5ª
Parigi 2024 - In linea: 2ª

#### Pista
- Campionati del mondo

Manchester 2008 - Corsa a punti: vincitrice
Apeldoorn 2011 - Scratch: vincitrice
Apeldoorn 2011 - Corsa a punti: 10ª
- Coppa del mondo

2007-2008 - Corsa a punti: 4ª
2007-2008 - Scratch: 2ª
- Giochi olimpici

Pechino 2008 - Corsa a punti: vincitrice

#### Ciclocross
- Campionati del mondo

Pontchâteau 2004 - Elite: 7ª
St. Wendel 2005 - Elite: 9ª
Zeddam 2006 - Elite: vincitrice
Hooglede 2007 - Elite: 7ª
Treviso 2008 - Elite: 2ª
Hoogerheide 2009 - Elite: vincitrice
Tábor 2010 - Elite: vincitrice
St. Wendel 2011 - Elite: vincitrice
Koksijde 2012 - Elite: vincitrice
Louisville 2013 - Elite: vincitrice
Hoogerheide 2014 - Elite: vincitrice
Tábor 2015 - Elite: 3ª
Bieles 2017 - Elite: 2ª
Valkenburg 2018 - Elite: 18ª
Bogense 2019 - Elite: 3ª
Ostenda 2021 - Elite: 12ª
Fayetteville 2022 - Elite: vincitrice
- Coppa del mondo[26]

2003-2004: 2ª
2008-2009: 11ª
2009-2010: 2ª
2010-2011: 3ª
2011-2012: 2ª
2012-2013: 6ª
2013-2014: 3ª
2014-2015: 10ª
2016-2017: 12ª
2017-2018: 40ª
2018-2019: vincitrice
2019-2020: 38ª
2020-2021: 15ª
2021-2022: 5ª

#### Gravel
- Campionati del mondo

Brabante Fiammingo 2024 - Elite: vincitrice

### Competizioni continentali
- Campionati europei su strada

Holland 2006 - Cronometro Under-23: 12ª
Holland 2006 - In linea Under-23: vincitrice
Sofia 2007 - In linea Under-23: vincitrice
Hooglede 2009 - Cronometro Under-23: 3ª
Hooglede 2009 - In linea Under-23: 3ª
Plumelec 2016 - In linea Elite: 7ª
Herning 2017 - In linea Elite: vincitrice
Glasgow 2018 - In linea Elite: 2ª
Alkmaar 2019 - In linea Elite: 13ª
Plouay 2020 - In linea Elite: 8ª
Trento 2021 - In linea Elite: ritirata
- Campionati europei di ciclocross

Tábor 2003 - Elite: 2ª
Vossem 2004 - Elite: 12ª
Pontchâteau 2005 - Elite: vincitrice
Huijbergen 2006 - Elite: 3ª
Hoogstraten 2009 - Elite: vincitrice
Rosmalen 2018 - Elite: 2ª
Namur 2022 - Elite: 9ª
- Giochi europei

Minsk 2019 - In linea: 2ª

## Riconoscimenti e onorificenze
- Atena d'Argento nel 2012
- Sportiva olandese dell'anno (2008, 2009, 2013)